# Rafael Zufriategui
Rafael Zufriategui y Mas de Ayala (Montevideo, 20 de octubre de 1773 - ?) fue un criollo montevideano, elegido diputado en las Cortes de Cádiz por la ciudad de Montevideo. Participó en la redacción de la Constitución de 1812, conocida como La Pepa y ejerció como capellán castrense en el Real Cuerpo de Artillería del Río de la Plata.

## Biografía
Nacido en Montevideo en el año 1773, fue un criollo hijo de Francisco de Zufriátegui, natural de Placencia de las Armas, en Guipúzcoa, y de Catalina Mas de Ayala, montevideana de origen valenciano. Tuvo ocho hermanos, entre los que destacó el Coronel Pablo Zufriategui, militar artiguista durante las guerras de independencia del Virreinato de la Plata.
Integró el Real Cuerpo de Artillería, donde ejercía como capellán. Participó en la reconquista de Buenos Aires durante la primera invasión inglesa. Más tarde sería nombrado miembro del Cabildo Abierto de la Junta de Montevideo, en 1808 y en plena invasión napoleónica de la España peninsular.
Tras la Revolución de mayo, se mantuvo fiel al Consejo de Regencia de España e Indias y marchó a Cádiz, donde participó activamente en la redacción de la primera Constitución española. Volvió a Montevideo, aunque más tarde participaría de nuevo, en representación de la provincia de Buenos Aires, en las Cortes del Trieno, en 1820. Aunque entonces las Provincias Unidas del Río de la Plata ya hacía cuatro años que habían proclamado su independencia, aún se consideraba posible la recuperación de la soberanía española sobre los territorios americanos. A partir de entonces, se le pierde la pista, desconociéndose el lugar y fecha exactos de su defunción.

## Cortes de Cádiz
El 16 de diciembre de 1810, la Gobernación de Montevideo juraron lealtad a las Cortes gaditanas, por lo que el Virrey Elío mandó la elección de un diputado por la ciudad de Montevideo de entre los presbíteros Juan Antonio Fernández, el propio Rafael Zufriategui, y el Doctor Mateo Vidal. Aunque en un principio, Fernández había sido el elegido para dicha tarea, por problemas de salud fue Zufriategui quien viajó a Cádiz en 1811.
Zufriategui viajó a la Península con dos objetivos marcados desde Montevideo: la reclamación de más ayuda para una ciudad a las puertas de una revolución y mayor autonomía frente a Buenos Aires, y aunque trabajó laboriosamente en la defensa de esos dos principios, el Cabildo de Montevideo expresó en varias ocasiones su disconformidad con algunas de las expresiones de su propio representante, aunque respetó en todo momento el principio de libertad de opinión, celebrando la actividad legislativa del diputado, que fue muy aplaudida en el Cabildo. En cualquier caso, algunas de las manifestaciones de Zafriategui fueron su negativa a la abolición del paseo del Real Pendón en las ciudades de América durante las efemérides de su fundación, o la insistencia para la concreción de una fecha para la disolución de las Cortes extraordinarias tras la promulgación de la nueva Constitución, algo que no lograría y por lo que se ganaría el sobrenombre de Fray Sufra.
Su firma será una de las 184 rúbricas que avalarán la nueva Constitución, promulgada el 19 de marzo de 1812, día de San José, por lo que será conocida como La Pepa.